# 八咏楼
29°06′09″N 119°39′31″E / 29.10250°N 119.65861°E
八咏楼位于中国浙江省金华市婺城区八咏路，座落于高耸的石砌台基上，坐北朝南，面临婺江，1981年被列为浙江省文物保护单位。
八咏楼原名玄畅楼，又稱元暢樓，始建于南齐隆昌元年（494年），为当时东阳郡太守沈约建造。沈约共为玄畅楼写了八首诗，合称《八咏诗》。从唐代起改玄畅楼为八咏楼。南宋词人李清照避居金华时，曾写下《题八咏楼》诗："千古风流八咏楼，江山留与后人愁。水通南国三千里，气压江城十四州。"现存八咏楼为清嘉庆年间重建，1984年曾大修，近几年又经过数次修葺。艾青曾亲笔题写"八咏楼"三字。樓旁有朱大典殉明洞。
八咏楼前为八咏滩，民国时期建有私房，后又于1970年代建设14家工厂。为恢复景观，八咏滩区块改建为八咏公园，2004年建成。

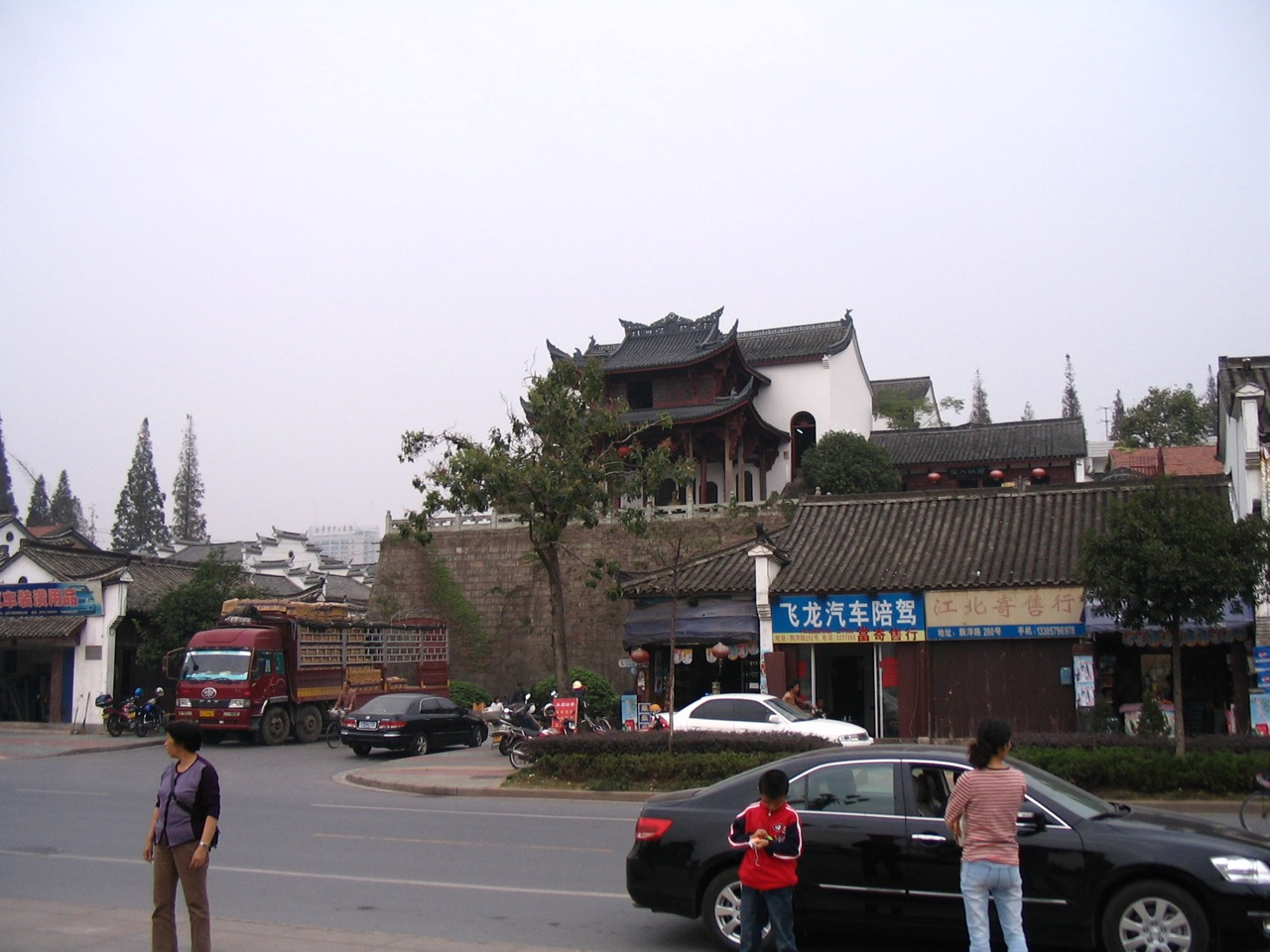
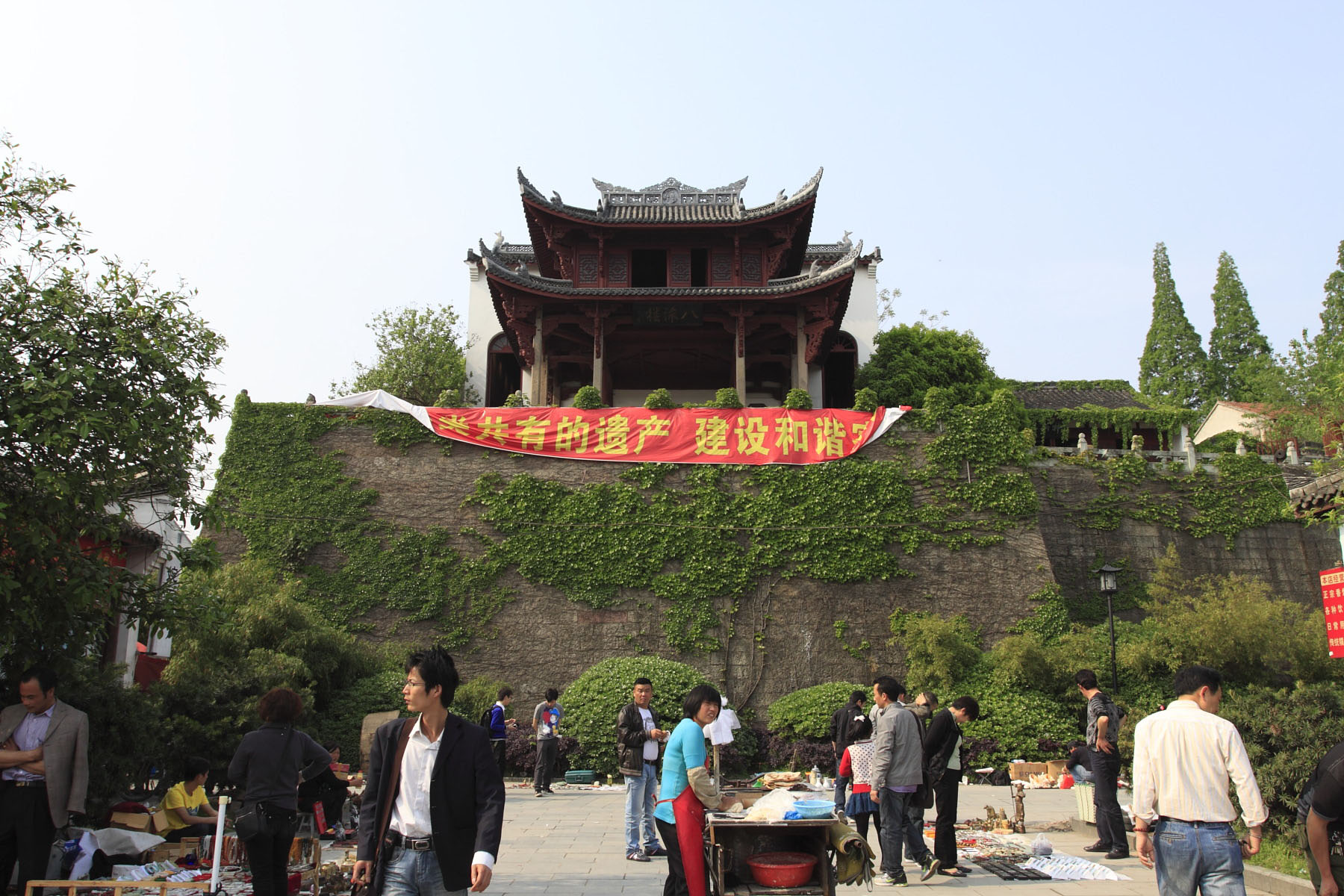
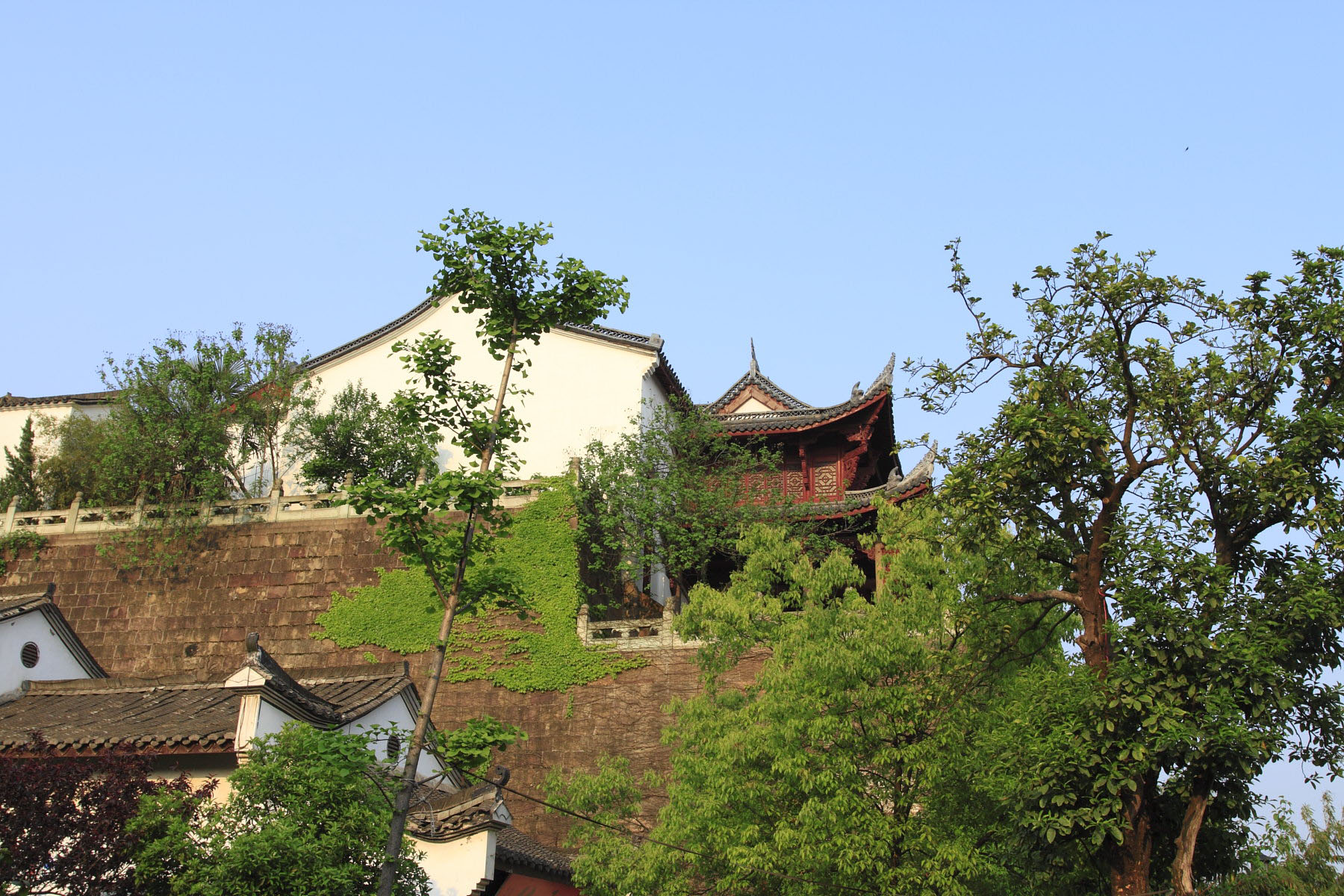
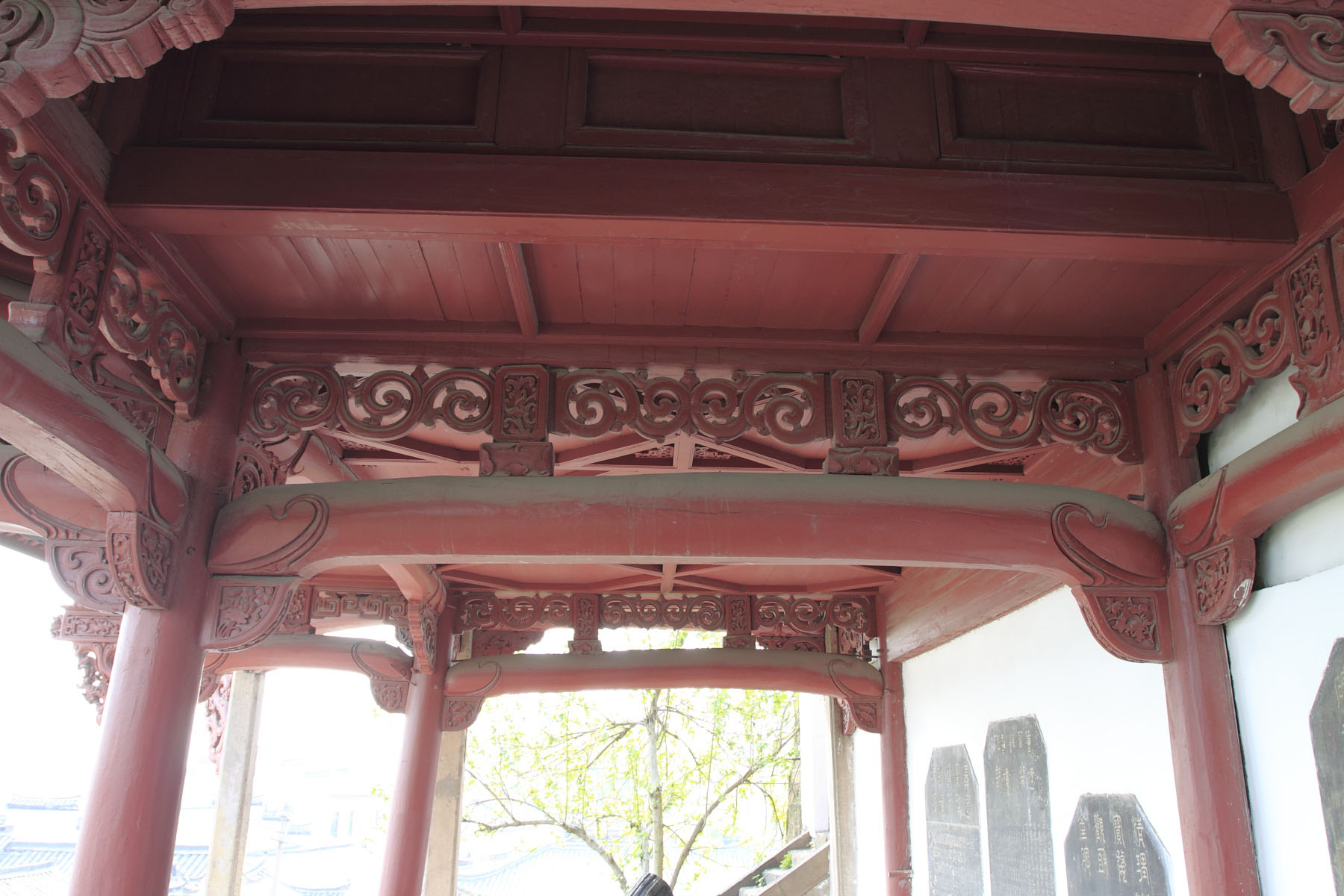
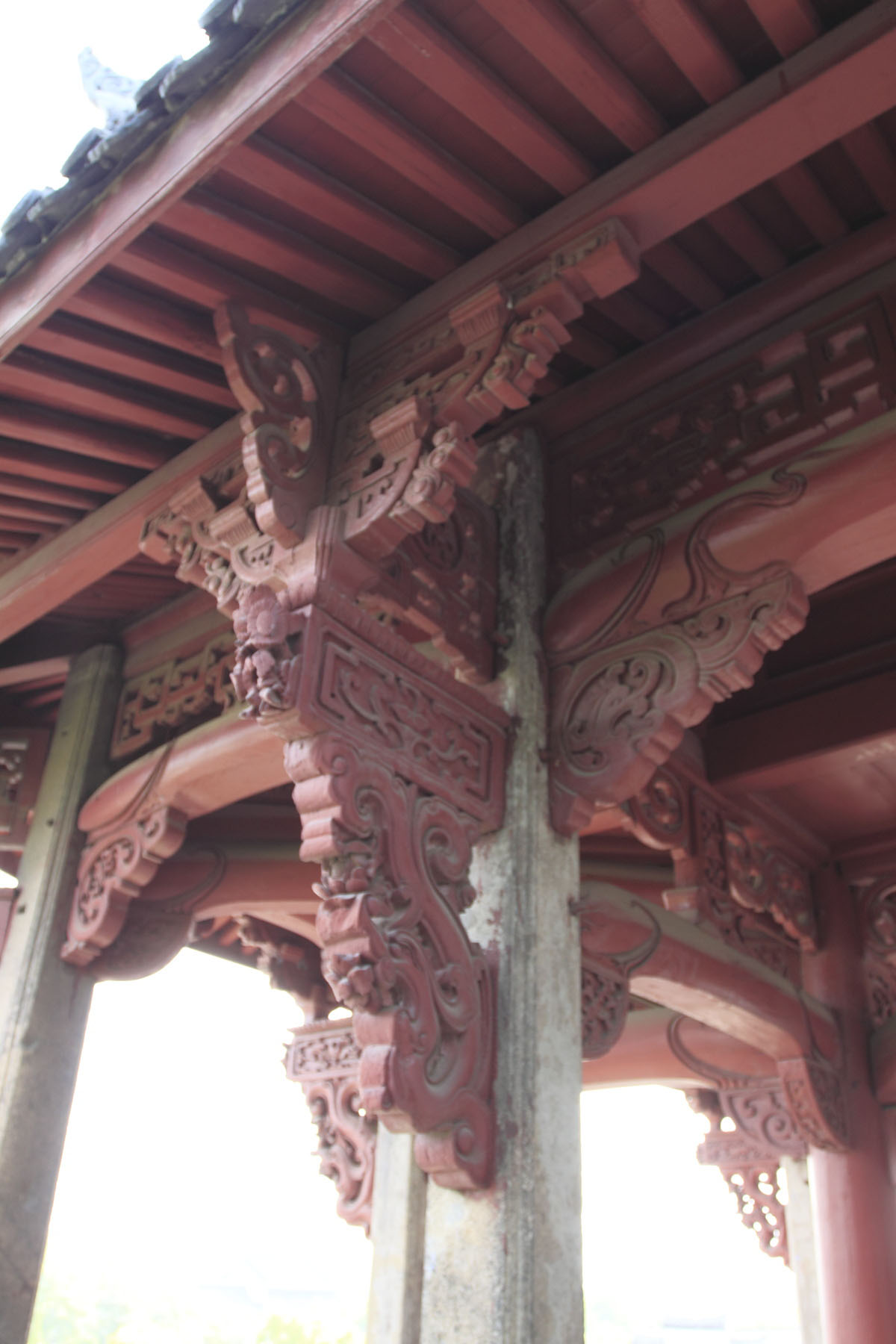
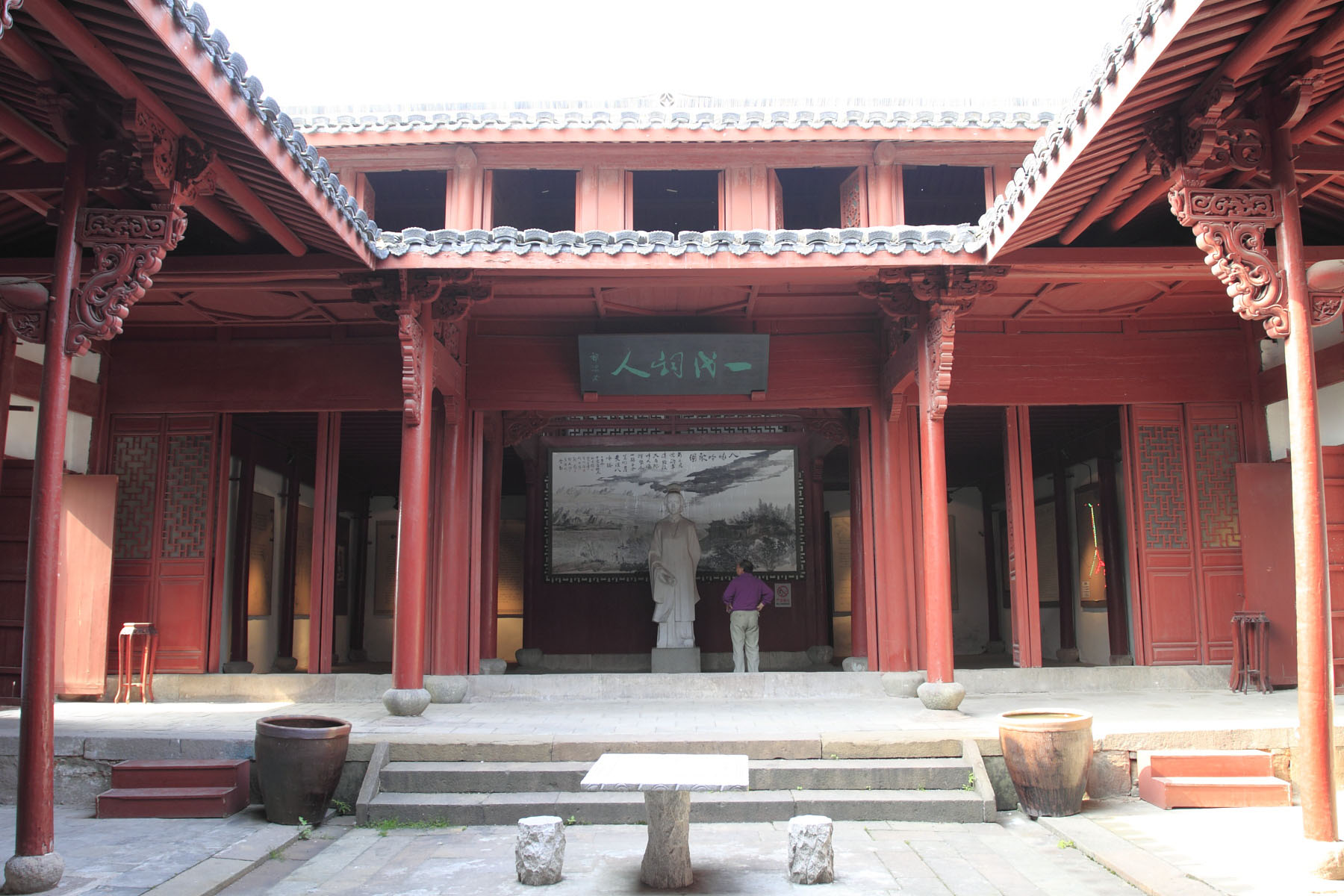
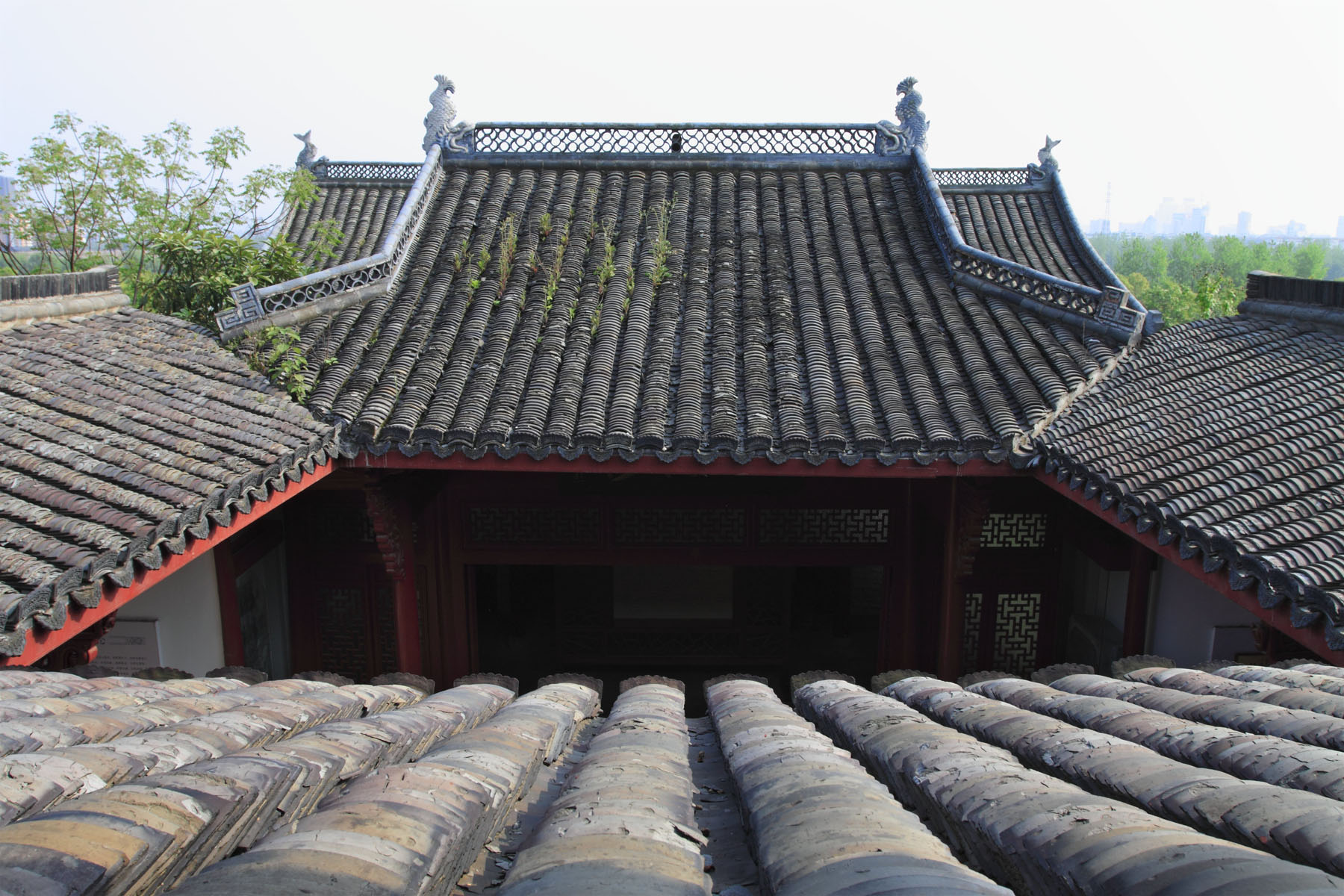
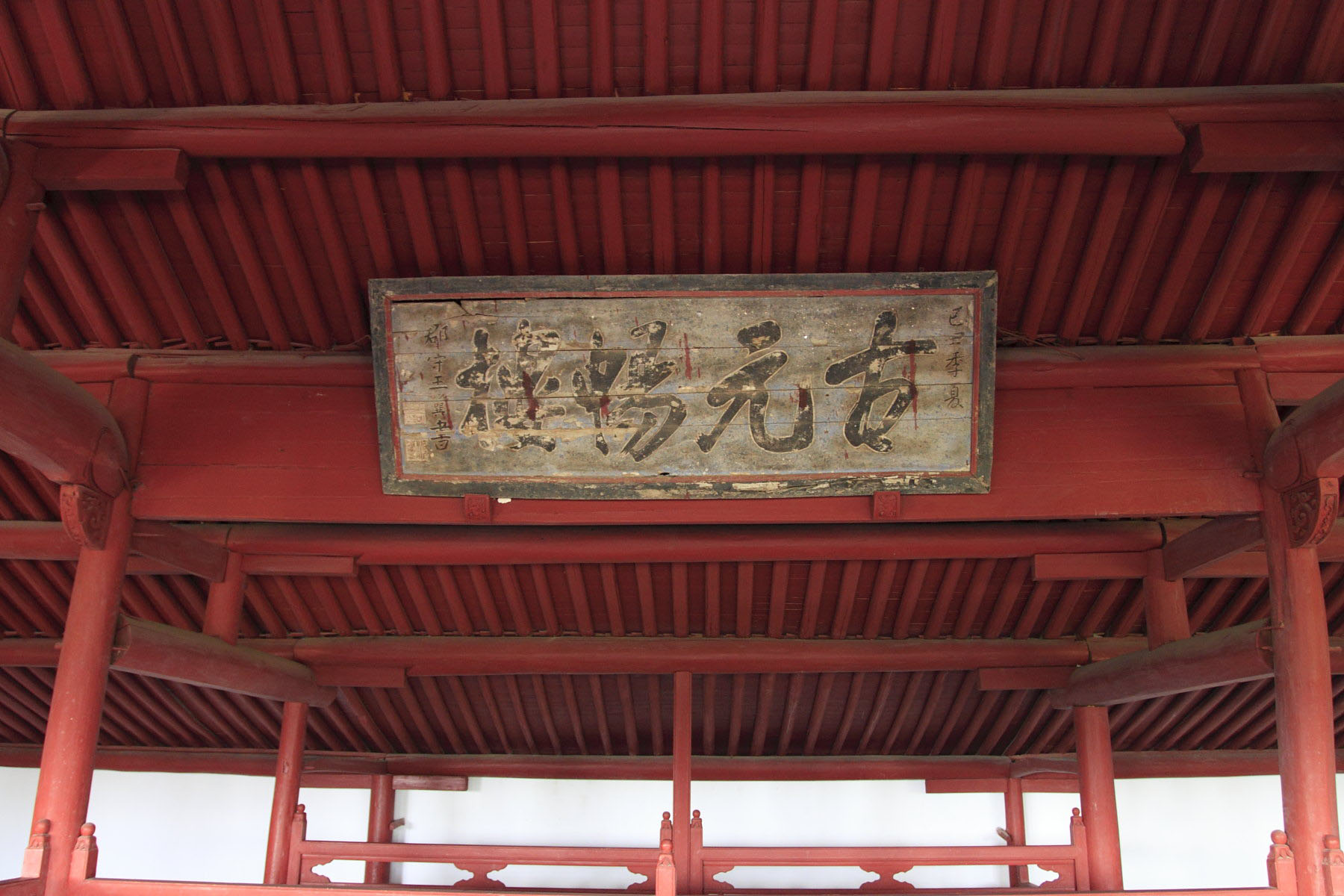
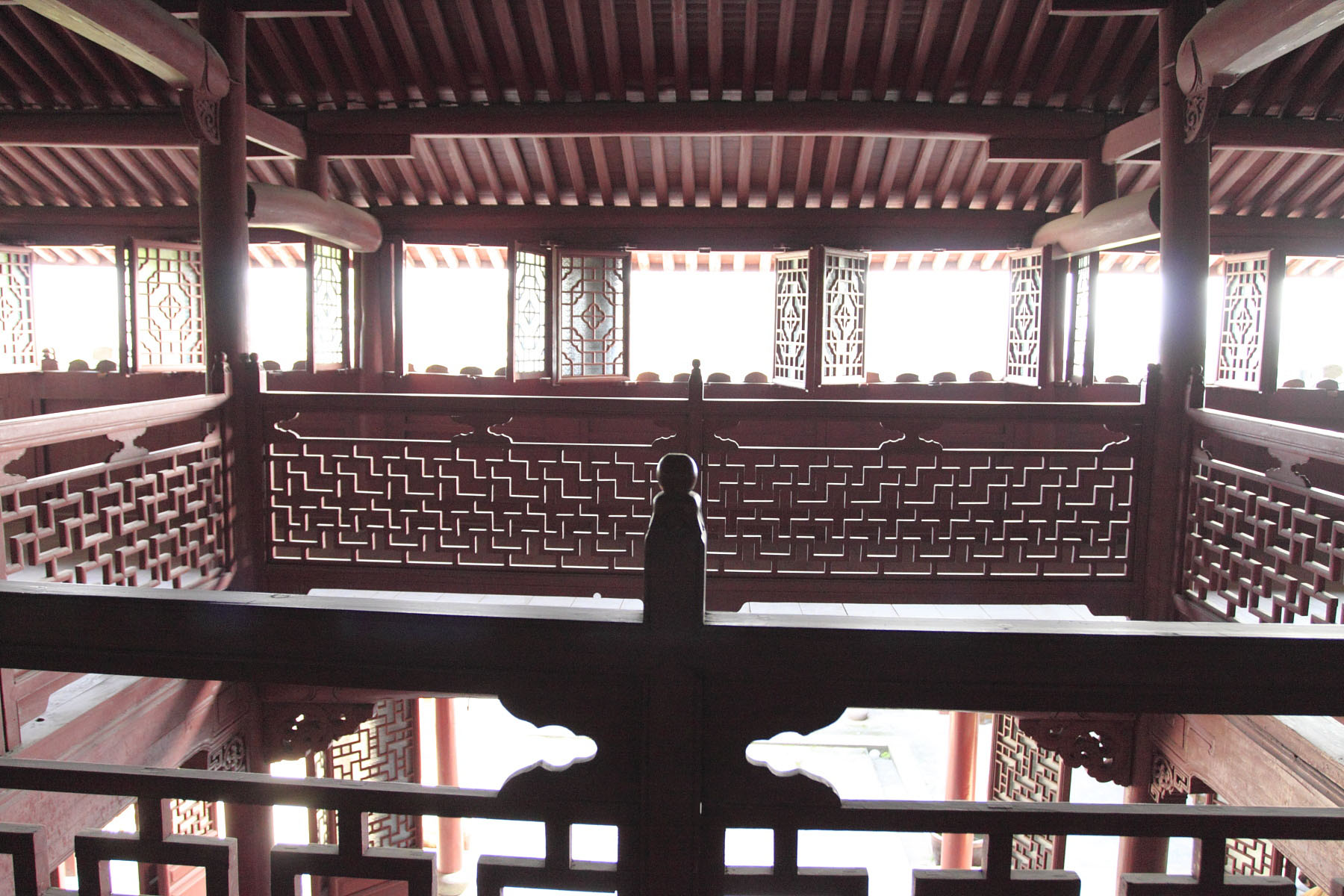
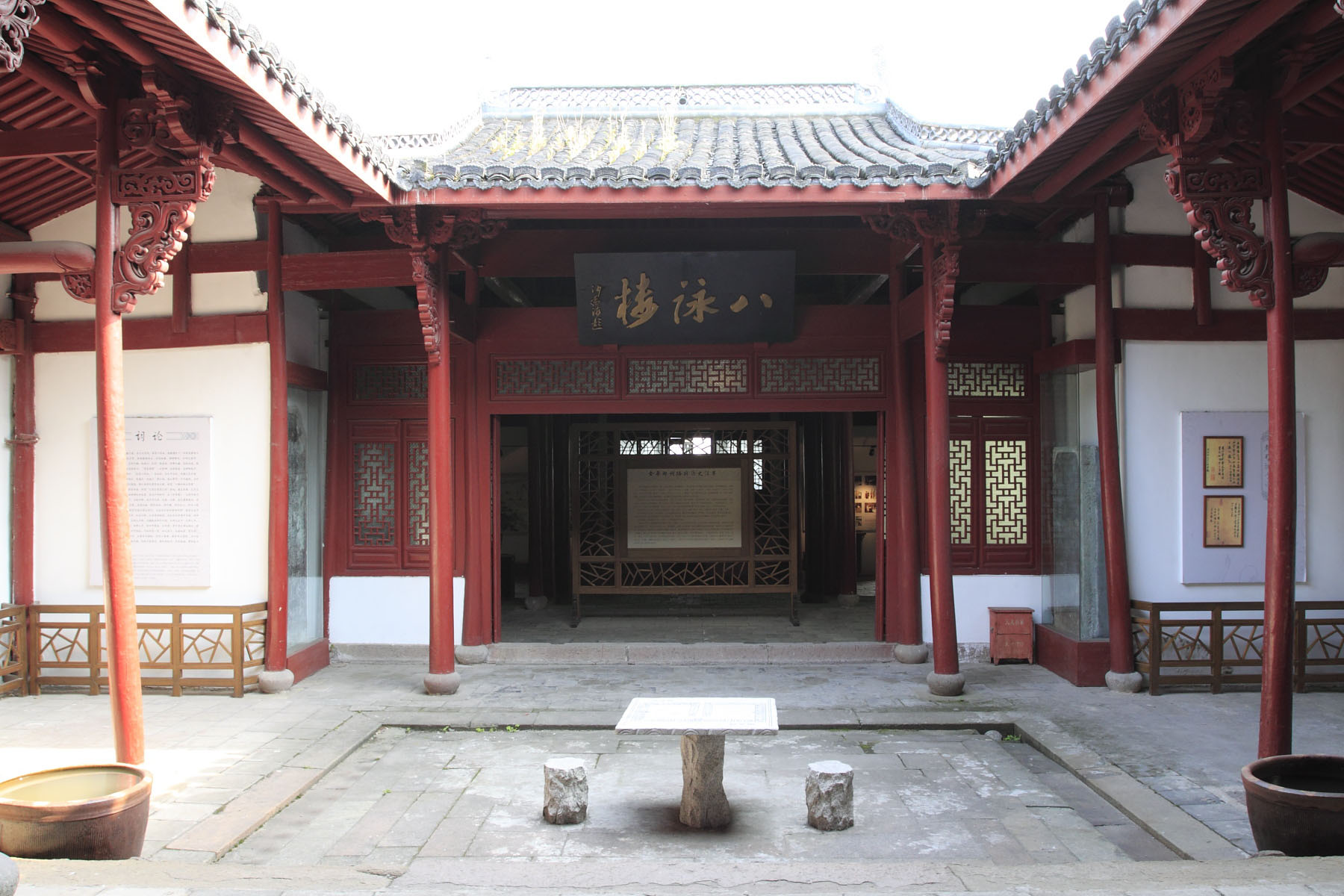
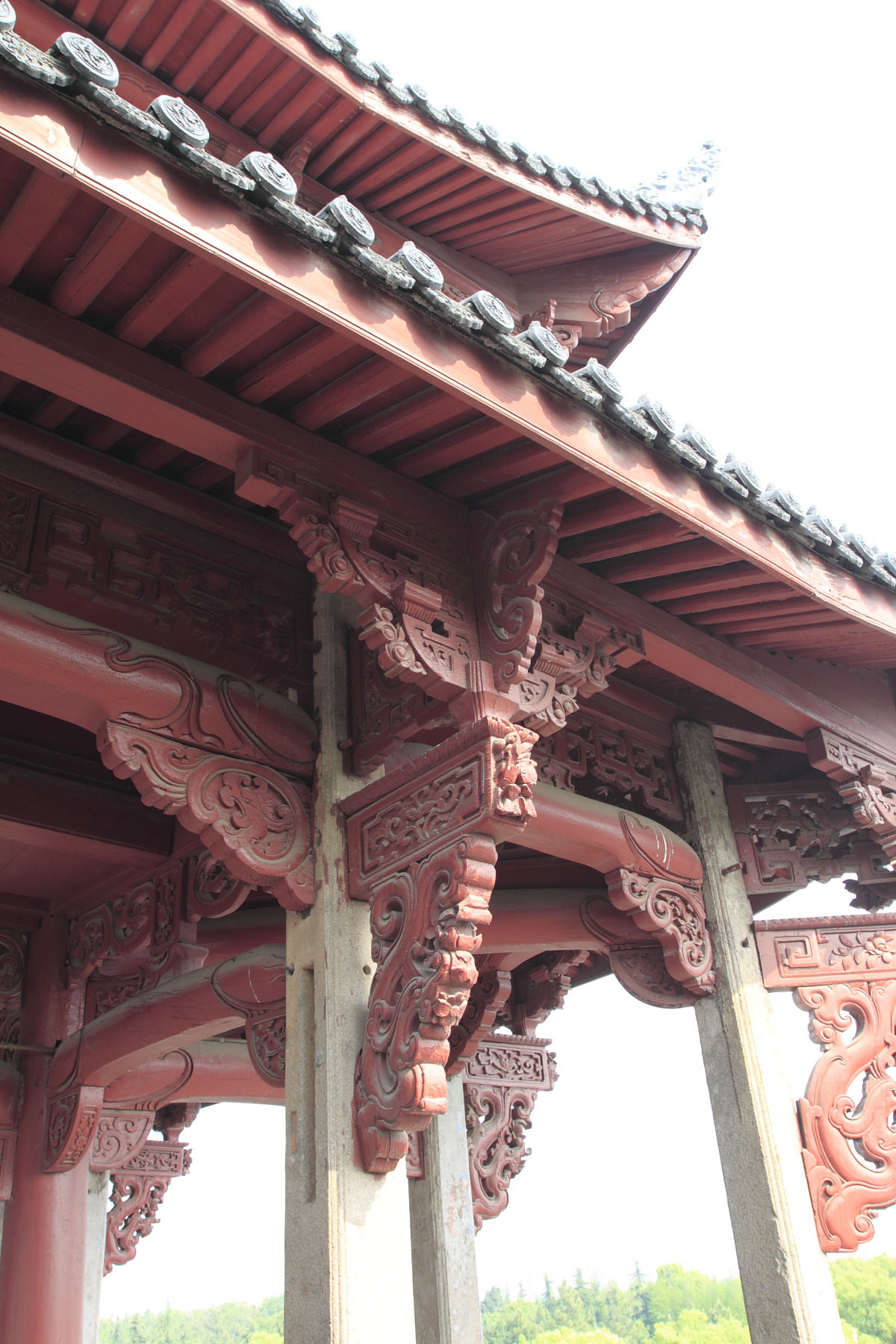